# Ira Davenport (Leichtathlet)
Ira Davenport (Ira Nelson Davenport; * 8. Oktober 1887 in Winfield, Kansas; † 17. Juli 1941 in Dubuque, Iowa) war ein US-amerikanischer Sprinter und Mittelstreckenläufer.
1910 stellte er über 440 Yards mit 48,5 s eine Weltjahresbestleistung auf.
Bei den Olympischen Spielen 1912 in Stockholm erreichte er über 400 m das Halbfinale. Im 800-Meter-Lauf gewann er in 1:52,0 min die Bronzemedaille hinter seinen Landsleuten Ted Meredith, der mit 1:51,9 min einen Weltrekord aufstellte, und Mel Sheppard (1:52,0 min).
Ira Davenport graduierte an der University of Chicago. Von 1920 bis 1921 war er American-Football-Trainer am Loras College.